# Långtjärnen (Norsjö socken, Västerbotten, 722090-167292)
Långtjärnen är en sjö i Norsjö kommun i Västerbotten och ingår i Skellefteälvens huvudavrinningsområde.